# Bang!
A Bang! olasz, western-keretmesés, kiesős kártyajáték. Minden játékosnak van egy szerepe, ez határozza meg, hogy kiket és milyen sorrendben kell „eltennie láb alól” (az adott játékos életpontjainak elfogyasztásával). A Bang!-et 4–7 fő játszhatja, bár vannak módosított szabályok ettől eltérő létszám esetére is.
A játék egy új, dobókockás verziója a Bang! - The dice game.

## A játék ismertetése

### A szerepek és a játék vége
Hét játékos esetén a szerepek a következőképpen alakulnak: 1 seriff, 2 seriffhelyettes, 3 bandita, 1 renegát. A játéknak sajátos hangulatot ad, hogy (a seriffen kívül) a szerepek titkosak.
A seriff és segédeinek feladata a banditák és a renegát „megölése”, a banditáké a seriff semlegesítése (elég a seriffet megölniük, a segédeket nem kell), a renegátnak pedig mindenkit ki kell ejtenie ahhoz, hogy nyerhessen, viszont utoljára a seriffet, mivel ha az akkor esik ki, amikor még van a játékban bandita, akkor az nyer (akár többen is). A játék természetesen akkor ér véget, ha valamelyik szerephez tartozók teljesítik a rájuk vonatkozó küldetést.

### A személyiségek
A játék kezdetén a szerepkártyákon kívül mindenki húz egy karakterkártyát is, amin az szerepel, hogy az illetőnek hány élete van (3 vagy 4, illetve a seriffnek eggyel több, mint ami a lapján szerepel), és hogy milyen különleges képességgel rendelkezik.
Az alap kártyák személyisége
- Paul Regret (3) – A többiek 1-gyel messzebbről lőhetnek rá (és le tud rakni még egy Musztángot is).
- Slab The Killer (4) – Ha valakire BANG! kártyával rálő, akkor az csak két „Nem talált” lappal térhet ki.
- El Gringo (3) – Minden alkalommal, amikor eltalálják, húz egy lapot attól, aki eltalálta.
- Rose Doolan (4) – Eggyel közelebbről lőhet a többi játékosra (és le tud rakni még egy Távcsövet is).
- Kit Carlson (4) – Húzáskor a felső három lap közül választhat kettőt.
- Calamity Janet (4) – Használhatja a BANG! kártyát is „Nem talált!” helyett és viszont.
- Pedro Ramirez (4) – Az első lapot a dobott lapok közül is választhatja.
- Suzy Lafayette (4) – Ha nem marad egy lapja sem, akkor húzhat egyet a pakliból.
- Black Jack (4) – Minden lap húzását követően, ha a következő lap kör vagy káró, húzhat még egyet.
- Sid Ketchum (4) – Két lapot eldobva visszanyer egy életet.
- Vulture Sam (4) – Mindig megkapja a kiesett játékos maradék lapjait.
- Bart Cassidy (4) – Minden alkalommal, amikor eltalálják, húz egy lapot.
- Jesse Jones (4) – Az első lapot húzhatja egy másik játékostól.
- Jour Donnais (4) – Mindig amikor eltalálják húzhat egy lapot, ami ha az kör, akkor a lövés mégsem talált (emellett rakhat le magának még egy hordót is).
- Willy The Kid (4) – Akárhányszor lőhet BANG! kártyával egy körben.
- Lucky Duke (4) – Minden húzáskor két lap közül választhat.

kiegészítések
- Apache Kid (3) – A káró jelű kártyák (a párbajon kívül) rá nem hatnak semmit.
- Chuck Wengam (4) – Ha úgy dönt levesz 1 életet, akkor húzhat 2 lapot.
- Molly Stark (4) – Mindig amikor saját körén kívül eldob egy lapot, húzhat egy másikat. Párbajnál csak a párbaj után húzhat.
- Doc Holyday (4) – Amikor ő jön, ha eldob 2 lapot, az felér egy BANG!-gel. Ez nem számít bele a bang kártyákkal való lövésekbe.
- Sean Mallory (3) – Tarthat a kezében 10 lapot.
- Greg Digger (4) – Mindig mikor meghal valaki, akkor kap 2 életet, de a max életpontnál soha nem lehet több.
- José Delgado (4) – Amikor eldob egy kék lapot, húzhat még 2 lapot (de ezt 1 körben csak kétszer csinálhatja meg, bár korábbi kiadásokban akárhányszor).
- Vera Custer (3) – Kiválaszthatja minden körben, hogy kinek a képességét akarja lemásolni, arra a körre.
- Pat Brennan (4) – választhat hogy 2 lapot húz vagy csak 1-et de azt bármely játékos elöl.
- Pixie Pete (3) – 3 lapot húz mindig a 2 helyett.
- Belle Star (4) – Amikor az ő köre van, a másik játékosok előtt lévő lapok nem érnek semmit.
- Elena Fuente (3) – Bármelyik lapot használhatja nem találtként.
- Bill Noface (4) – Alapból egy lapot húz, de minden a köre elején "hiányzó" életeire is húzhat lapot.
- Herb Hunter (4) – Mindig amikor valaki meghal, kap 2 extra lapot. pl: ha megöl egy banditát akkor 5-öt kap.
- Tequila Joe (4) – 1 sör kettőt gyógyít nála (De ez csak a sörre vonatkozik).

- Jhonny Kisch (4) – Mindig mikor lerak egy lapot, az összes másik ugyanolyan lap eldobódik a játékban lévők közül (asztalra letett lapok).
- Claus "The Saint" (3) – Mikor húz, eggyel többet húz, mint amennyien vannak, kiválaszt magának 2 lapot, a többit pedig szétosztja a játékosoknak.
- Uncle Will (4) – Bármelyik lapot felhasználhatja Szatócsboltként. (De egy körben csak egyet)

### A kártyák
Valakit kiejteni („megölni”), vagyis az életpontjain csökkenteni úgy lehet, ha rálövünk (BANG! lappal), amivel szemben a legklasszikusabban "Nem talált!" lappal lehet védekezni.
Persze mindez nem ilyen egyszerű, hiszen nem feltétlenül tud mindenki mindenkire lőni (létezik ugyanis a távolság fogalma), be lehet szerezni védekező eszközt (hordót), ami csökkenti a sérülés esélyét, és gyógyulni is lehet (sörrel). Ezen kívül pedig még számtalan egyéb kártyalap tudja befolyásolni az eseményeket (például van, amivel lehet lopni egymástól, vagy amivel mindenkire rá lehet lőni egyszerre, sőt indiántámadást be lehet vetni a többiek ellen).
A lapok két csoportba sorolhatók: vannak a kékek és a világosbarnák. A kék lapok az asztalra téve hosszabban fejtik ki hatásukat, a világosbarnák csak a lerakáskor (ezek rögtön az eldobott lapok tetejére kerülnek). Hosszabb távon fejtenek ki hatást a lőfegyverek (meghatározott lőtávolsággal), a védekezést segítő hordó, a távolságot módosító Musztángok stb. Csak azonnali hatást fejt ki a lövő lap (BANG!) és a védekező lap (Nem talált!), de ilyen például sok másik mellett az a lap is, amivel lopni lehet egy játékostól (Pánik!).
Alapjáték
A játékban 110 lap vesz részt:
- 7 db Szerep kártya
- 16 db Személyiség kártya
- 25 db Bang!
- 12 db Nem talált!
- 26 db Egyéb barna kártya (6 Sör, 4 Pánik!, 4 Cat Balou, 3 Párbaj, 2 Postakocsi, 2 Szatócsbolt, 2 Indiánok, 1 Wells Fargo, 1 Gatling, 1 Kocsma)
- 8 db Fegyver kártya (3 schofield, 2 gyorstüzelő, 1 remington, 1 karabély, 1 winchester)
- 9 db Egyéb kék kártya (3 Börtön, 2 Hordó, 2 Musztáng, 1 távcső, 1 dinamit)
- 7 db játéksegédlet

A játék doboza még tartalmaz:
- 7 db Információs kártya
- 1 db szabálykönyvet

Dodge City
A kiegészítő 63 új lapot tartalmaz:
- 8 db Szerep kártya (Dodge City-ben két renegát járja az utcákat)
- 15 db Személyiség kártya
- 40 db kijátszható kártya

A játék doboza még tartalmaz:
- 1 db Információs kártya

### A játék menete
A játékot a seriff kezdi, és utána balra indul a kör. Mindenki húz két lapot, utána kijátszik, amennyit akar és tud. Két kivétel van: ha befejezte, csak annyi lap lehet a kezében, ahány élete aktuálisan van, a többit el kell dobnia (ő választja ki, hogy melyikeket), BANG! kártyából pedig egy körben csak egyet játszhat ki (kivéve, ha Gyorstüzelő kártyája, vagy ha ilyen személyes tulajdonsága van)!

## Érdekességek
A karakterek egy részét híres személyről nevezték el. Például:
- Willy the Kid = Billy the Kid, William H. Bonney, született ifj. William Henry McCarty (1859. november 23. – 1881. július 14.) (ismert volt még: Henry Antrim) a lincoln megyei háború részese, határmenti törvényen kívüli.
- Jesse Jones = Jesse James (1847. szeptember 5. – 1882. április 3.) bankrabló, vonatrabló, gyilkos, a James-Younger banda legismertebb tagja.
- Belle Star = Belle Starr
- Bart Cassidy = Butch Cassidy (1866. április 12. – 1908. november 3.) vonatrabló, bankrabló és a Wild Bunch Gang vezére.
- Calamity Janet = Calamity Jane (Martha Jane Canary, 1852. május 1. – 1903. augusztus 1.) felderítő; Wild Bill Hickok ismerőse, híressé vált indiánok elleni harcai kapcsán is
- Apache Kid = Sundance Kid más néven The Cisco Kid
- Doc Holyday = Doc Holliday szerencsejátékos, pisztolyhős és fogorvos.
- Kit Carlson = Kit Carson
- Pat Brennan = Pat Brennan, a Foglyok című film főszereplője.
- Slab the Killer = Angyalszem, A Jó, a Rossz és a Csúf című film szereplője.
- Lucky Duke = Lucky Luke
- Paul Regret = Paul Revere
- Black Jack és Sid Ketchum = Tom Ketchum (1863. október 31. – 1901. április 26.) cowboy, később törvényen kívüli.

## A Bang! elnyert díjai
- az Év Olasz Játéka cím a Lucca Games Best of Show 2002 kiállításon
- az Év Olasz Játéka cím a Acqui Comics 2002-n
- a 2003 legjobb hagyományos kártyajátéka cím (Best Traditional Card Game of 2003) az Origins Awardon
- a Legjobb grafikájú kártyajáték (Best Graphic Design of a Card Game) az Origins Awardon

## A Bang! hivatalos kiegészítői
- High Noon (2003)
- Dodge City (2004)
- A Fistful of Cards (2005)
- Face off (2005)
- Wild West Show (2010)
- Gold Rush (2011)
- The Valley of Shadows (2014)
- Armed and Dangerous (2017)

## A Bang! néhány nem hivatalos kiegészítője
- El Dorado
- Valley of Shadows (cseh és szlovák, már megjelent hivatalosan angol és olasz nyelven)
- Robbers' Roost
- Death Mesa
- Team Fortress Expansion (magyar fejlesztésű)
- O.K. Corral
- Director's cuts
- Peterson's pack